# Max Hoff
Max Hoff, född den 12 september 1982 i Troisdorf, Tyskland, är en tysk kanotist.
Han tog OS-brons i K1 1000 meter i samband med de olympiska kanottävlingarna 2012 i London. Vid de olympiska kanottävlingarna 2016 i Rio de Janeiro tog han en guldmedalj i K-4 1000 meter.
Vid olympiska sommarspelen 2020 i Tokyo tog Hoff silver i K-2 1000 meter.